# Аустенит
Аустенитът (или гама фаза на желязото) е металическа немагнитна алотропна форма на желязото. Аустенитът съществува над критичната евтектоидна температура от 730 градуса по Целзий; различните сплави на стоманата имат различни евтектоидни температури. Аустенита носи името на Уилиям Чандлър Робъртс-Аустен (1843 – 1902 г.).

## Алотропия на желязото
Над 912 и до 1394 градуса по Целзий алфа желязото преминава през фаза от обемно-центрирана до стено-центрирана решетка на гама желязото в структура, наричана аустенит. То е по-същия начин меко и еластично, но може да отдели значително повече въглерод. Тази форма на желязото се вижда най-вече при чистостоманените оборудвания използвани при болниците и хранителните предприятия.

## Аустенизация
Аустенизацията означава нагряване на желязо, стомана или предмети съдържащи желязо до температура при която кристалната структура се променя от ферит на аустенит. Непълна аустенизация може да доведе до неразтворени карбиди в матрицата.